# Numeri (album)
Numeri è un album del cantautore italiano Raf, pubblicato nel 2011. In questo album sono presenti canzoni scritte con Saverio Grandi, Frankie Hi NRG, Antonio Iammarino, Gimmi Santucci e Gabriella Labate.

## Tracce
1. Numeri – 3:46 (Raf, Nathalie) – con Frankie hi-nrg mc e Nathalie
2. Senza cielo – 3:33 (Raf, Antonio Iammarino)
3. Un'emozione inaspettata – 3:24 (Raf, Gimmi Santucci, Saverio Grandi)
4. Nuovi mondi – 3:55 (Raf, Gimmi Santucci)
5. Oltre di noi – 4:26 (Raf, Gimmi Santucci)
6. Controsenso – 3:46 (Raf, Gimmi Santucci, Antonio Iammarino)
7. Un tempo indefinito – 4:38 (Raf, Gimmi Santucci)
8. Vertigine – 4:13 (Raf, Gimmi Santucci, Saverio Grandi)
9. Il mio scenario – 3:33 (Raf, Saverio Grandi)
10. Mai del tutto – 4:01 (Raf, Saverio Grandi)
11. Ogni piccola cosa – 3:32 (Raf, Gabriella Labate)

## Formazione
- Raf – voce, pianoforte, Fender Rhodes, sintetizzatore, chitarra acustica, chitarra elettrica
- Adriano Viterbini – chitarra acustica, chitarra elettrica
- Roberto Vernetti – programmazione
- Antonio Iammarino – pianoforte, organo Hammond
- Cesare Chiodo – basso, cori
- Diego Corradin – batteria
- Marco Rubegni – tromba
- Paolo Acquaviva – trombone
- Luca Ravagni – sax
- Oversea Orchestra diretta da Filippo Martelli – archi
- Riccardo Capanni – primo violino

## Classifiche
| Paese  | Posizione raggiunta |
| ------ | ------------------- |
| Italia | 6                   |